# Carly Rae Jepsen
Carly Rae Jepsen (født 21. november 1985) er en Junonomineret canadisk singer-songwriter fra byen Victoria i provinsen Britisk Columbia. Hun blev, i 2007, nummer tre i den femte sæson af Canadian Idol.
Kort efter konkurrencen, skrev hun kontrakt med Fontana og MapleMusic, hvor hun udgav sit debutalbum Tug of War den 30. september 2008. Tre år senere, udgav hun en ny single med titlen "Call Me Maybe", som blev udgivet af 604 Records, fra hendes debut EP, Curiosity den 14. februar 2012. "Call Me Maybe" blev mødt med stor succes, og blev nummer 1 på både Billboard Hot 100 og Canadian Hot 100. "Call Me Maybe" blev også nummer 1 i Australien, Irland og Storbritannien.

## Liv og karriere
Jepsen gik på Heritage Park Secondary School i Mission, British Columbia, og har siden optrådt der. Hun gik senere på Canadian College of Performing Arts i Victoria, inden hun gik til audition til Canadian Idol. Efter at have deltaget i programmet, trak Jepsen sig tilbage til British Columbia for at fokusere på skrivning, indspille og fuldende sit band. Hendes demoer tiltrak hurtigt opmærksomhed, og hun skrev til sidst en delt management-aftale med Svimkin Artist Management og Dexter Entertainment. En aftale med Fontana/Maple Music fulgte hurtigt, og Jepsen gik i studiet med producer/sangskriver Ryan Stewart.
I 2012 blev hun signet af sangeren Justin Bieber - dvs. at hun arbejder under ham. Hun således deltaget i hans tunré Believe Tour, og hun har sunget nummeret det nye nummer "Beautiful" fra albummet KISS, der blev udgivet den 18. september.

### 2008-2011:Tug of War
Den 16. juni 2008, udgav Jepsen sin debutsingle og anden single, en coverversion af John Denvers sang "Sunshine On My Shoulders". Det er den eneste coversang på hendes album. Den 21. juli 2008, tilføjede Jepsen to nye sange fra albummet til sin MySpace-side: "Bucket" og "Heavy Lifting". I august 2008 annoncerede hun på sin MySpace-side, at albummets titel ville blive "Tug of War", og det ville blive udgivet den 30. september 2008.
En musikvideo til singlen "Tug of War" blev udgivet i januar 2009. "Bucket", hendes anden single, blev udgivet i maj 2009, og videoen til 'Sour Candy', en duet med Josh Ramsay fra Marianas Trench, er også blevet udgivet. Alle Jepsens musikvideoer har været instrueret af Ben Knechtel. I foråret 2009 turnerede hun i det vestlige Canada og senere hele Canada. 

### 2012:Curiosity
Jepsens andet album blev udgivet den 14. februar 2012. Det blev produceret af Ryan Stewart og Kevin James Maher. 
Singlen "Call Me Maybe" blev udgivet den 21. september 2011, og blev produceret af Josh Ramsay, men skrevet af Jepsen, Ramsay og Tavish Crowe. "Call Me Maybe" er den første sang af en canadisk kunstner, der nåede toppen af Billboard Hot 100, siden Justin Biber  sang "Baby" i januar 2010. 

## Danske aner
I følge hende selv har hun danske, engelske og skotske aner.

## Diskografi
- Tug of War (2008)
- Kiss (2012)
- Emotion (2015)
- Cut to the Feeling (2017)
- Dedicated (2019)
- Dedicated Side B (2020)
- The Loneliest Time (2022)